# Leonid Huberskyj

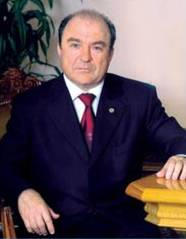
Leonid Huberskyj

Leonid Wassylowytsch Huberskyj (* 4. Oktober 1941 in Myrhorod, Oblast Poltawa, Ukrainische SSR) ist ein ukrainischer Philosoph und ehemaliger Rektor der Nationalen Taras-Schewtschenko-Universität in Kiew.

## Leben
Huberskyj ist Doktor der Philosophie und Autor von über 250 wissenschaftlichen Publikationen. Er leitete als Professor das Institut für internationale Beziehungen der Taras-Schewtschenko-Universität. Per Dekret №1266-k vom 28. Oktober 2008 des Ministers für Bildung und Wissenschaft der Ukraine wurde er ab diesem Datum, in Nachfolge von Wiktor Skopenko, Rektor der Universität Kiew. Zudem ist er Akademiemitglied der Nationalen Akademie der Pädagogischen Wissenschaften und seit 2003 Akademiemitglied der Nationalen Akademie der Wissenschaften der Ukraine. 2021 wurde er als Rektor von Volodymyr Bugrov abgelöst.

## Ehrungen
Huberskyj ist Ehrenbürger der Städte Myrhorod und Kiew sowie seit 1999 Träger des Ordens des Fürsten Jaroslaw des Weisen V. Klasse und seit 2004 auch der IV. Klasse. 2009 wurde er mit dem Titel Held der Ukraine ausgezeichnet und 2013 wurde ihm der Orden der Freiheit verliehen.

## Werke (Auswahl)
- Materialy Vseukraïnsʹkoï Naukovo-praktyčnoï Konferenciï „Naukovi Zasady Reformuvannja Vyščoï Osvity v Ukraïni“, 1994
- Naučnaja ideologija i ličnostʹ, 1988
- Education and research on Europe, 2006
- Kafedra Filosofiï Humanitarnych Nauk, 2014
- Ljudyna v sferi humanitarnoho piznannja, 1998
- Ukraïnsʹka dyplomatyčna encyklopedija

Quelle: